# Јан Беднарек
Јан Кацпер Беднарек (пољ. Jan Kacper Bednarek; Слупца, 12. април 1996) пољски је фудбалер који игра на месту штопера за португалски клуб Порто и репрезентацију Пољске.

## Клупска каријера

### Лех Познањ
Године 2013. Беднарек је (са својих 17 година) имао деби у Екстракласи за Лех из Познања против Пјаста из Гливица; домаћини су били бољи с резултатом 2 : 0.  Сезону 2013/2014. завршио је с укупно два наступа за сениорски тим Леха док је следеће сезоне забележио четири. На лето 2015. Бендарек је био позајмљен клубу Горњик из Ленчне до краја предстојеће сезоне (2015/16). У Горњику је постао стандарадни првотимац. За њих је заиграо седамнаест пута у првенству и једном у купу. 
Током сезоне 2016/17. Беднарек се вратио у Лех. Те сезоне је постигао и први гол у професионалној каријери. Дана 2. маја 2017. Беднарек је одиграо свих 120 минута у финалу Купа Пољске где је његов тим на крају поражен од Арке из Гдиње са 1 : 2.

### Саутемптон
Дана 1. јула 2017. Беднарек се придружио Саутемптону потписавши петогодишњи уговор. Вредност трансфера је била око 5 милиона фунти. Свој деби у Премијершипу имао је 14. априла 2018. против Челсија, притом постигавши други гол за Саутемптон у поразу од 3 : 2.

## Репрезентативна каријера
Беднарек је свој први наступ за сениорску селекцију Пољске имао 4. септембра 2017. у победи над Казахстаном од 3 : 0.
Био је члан селекције Пољске на Светском првенству 2018. у Русији. Свој први гол за Пољску постигао је управо на том првенству и то 28. јуна 2018. против Јапана у победи од 1 : 0. На Мундијалу у Русији Беднарек је одиграо све три утакмице у групној фази. Међутим, његова репрезентација није успела да избори пролаз у наредну фазу такмичења.

## Лични живот
Јан има брата Филипа који је такође фудбалер.

## Статистика каријере

### Клуб
Ажурирано 18. августа 2025.
| Клуб                      | Сезона    | Национално првенство  | Национално првенство | Национално првенство | Национални куп | Национални куп | Лигашки куп | Лигашки куп | Континентално такмичење | Континентално такмичење | Остало  | Остало | Укупно  | Укупно |
| Клуб                      | Сезона    | Ранг                  | Наступи              | Голови               | Наступи        | Голови         | Наступи     | Голови      | Наступи                 | Голови                  | Наступи | Голови | Наступи | Голови |
| ------------------------- | --------- | --------------------- | -------------------- | -------------------- | -------------- | -------------- | ----------- | ----------- | ----------------------- | ----------------------- | ------- | ------ | ------- | ------ |
| Лех Познањ II             | 2013/14.  | Трећа лига Пољске     | 14                   | 2                    | —              | —              | —           | —           | —                       | —                       | —       | —      | 14      | 2      |
| Лех Познањ II             | 2014/15.  | Трећа лига Пољске     | 6                    | 0                    | —              | —              | —           | —           | —                       | —                       | —       | —      | 6       | 0      |
| Лех Познањ II             | Укупно    | Укупно                | 20                   | 2                    | —              | —              | —           | —           | 0                       | 0                       | 0       | 0      | 20      | 2      |
| Лех Познањ                | 2013/14.  | Екстракласа           | 2                    | 0                    | 0              | 0              | —           | —           | 0                       | 0                       | —       | —      | 2       | 0      |
| Лех Познањ                | 2014/15.  | Екстракласа           | 2                    | 0                    | 2              | 0              | —           | —           | 0                       | 0                       | —       | —      | 4       | 0      |
| Лех Познањ                | 2016/17.  | Екстракласа           | 27                   | 1                    | 7              | 0              | —           | —           | —                       | —                       | 0       | 0      | 34      | 1      |
| Лех Познањ                | Укупно    | Укупно                | 31                   | 1                    | 9              | 0              | —           | —           | 0                       | 0                       | 0       | 0      | 40      | 1      |
| Горњик Ленчна (позајмица) | 2015/16.  | Екстракласа           | 17                   | 0                    | 1              | 0              | —           | —           | —                       | —                       | —       | —      | 18      | 0      |
| Саутемптон                | 2017/18.  | Премијер лига         | 5                    | 1                    | 2              | 0              | 1           | 0           | —                       | —                       | —       | —      | 8       | 1      |
| Саутемптон                | 2018/19.  | Премијер лига         | 25                   | 0                    | 0              | 0              | 2           | 0           | —                       | —                       | —       | —      | 27      | 0      |
| Саутемптон                | 2019/20.  | Премијер лига         | 34                   | 1                    | 2              | 0              | 3           | 0           | —                       | —                       | —       | —      | 39      | 1      |
| Саутемптон                | 2020/21.  | Премијер лига         | 36                   | 1                    | 5              | 0              | 1           | 0           | —                       | —                       | —       | —      | 42      | 1      |
| Саутемптон                | 2021/22.  | Премијер лига         | 31                   | 4                    | 1              | 0              | 2           | 0           | —                       | —                       | —       | —      | 34      | 4      |
| Саутемптон                | 2022/23.  | Премијер лига         | 20                   | 0                    | —              | —              | 3           | 0           | —                       | —                       | —       | —      | 23      | 0      |
| Саутемптон                | 2023/24.  | Чемпионшип            | 42                   | 2                    | 2              | 0              | 0           | 0           | —                       | —                       | 3       | 0      | 47      | 2      |
| Саутемптон                | 2024/25.  | Премијер лига         | 30                   | 2                    | 2              | 0              | 2           | 0           | —                       | —                       | —       | —      | 34      | 2      |
| Саутемптон                | Укупно    | Укупно                | 223                  | 11                   | 14             | 0              | 14          | 0           | —                       | —                       | 3       | 0      | 254     | 11     |
| Астон Вила (позајмица)    | 2022/23.  | Премијер лига         | 3                    | 0                    | 1              | 0              | 0           | 0           | —                       | —                       | —       | —      | 4       | 0      |
| Порто                     | 2025/26.  | Прва лига Португалије | 2                    | 0                    | 0              | 0              | 0           | 0           | 0                       | 0                       | —       | —      | 2       | 0      |
| Свеукупно                 | Свеукупно | Свеукупно             | 296                  | 14                   | 25             | 0              | 14          | 0           | 0                       | 0                       | 3       | 0      | 338     | 14     |

### Репрезентација
Ажурирано 10. јуна 2025. 
| Година | Наступи | Голови |
| ------ | ------- | ------ |
| 2017.  | 1       | 0      |
| 2018.  | 11      | 1      |
| 2019.  | 9       | 0      |
| 2020.  | 6       | 0      |
| 2021.  | 10      | 0      |
| 2022.  | 9       | 0      |
| 2023.  | 8       | 0      |
| 2024.  | 11      | 0      |
| 2025.  | 4       | 0      |
| Укупно | 69      | 1      |

### Голови за репрезентацију
Голови Пољске су наведени на првом месту. Колона „гол” означава резултат на утакмици након Беднарековог гола.
| Број | Датум         | Стадион                            | Противник | Гол   | Резултат | Такмичење               | Реф.   |
| ---- | ------------- | ---------------------------------- | --------- | ----- | -------- | ----------------------- | ------ |
| 1    | 28. јун 2018. | Волгоград арена, Волгоград, Русија | Јапан     | 1 : 0 | 1 : 0    | Светско првенство 2018. | [ 25 ] |

## Успеси
Лех Познањ
- Екстракласа (1) : 2014/15.[26]

Саутемптон
- Чемпионшип — плеј-оф (1) : 2024.[27]

Појединачни
- Најбољи пољски млади фудбалер (1) : 2016.[28]